# Nature Chemical Biology
Nature Chemical Biology (abrégé en Nat. Chem. Biol.) est une revue scientifique mensuelle à comité de lecture qui publie des articles de recherche à l'interface de la chimie et de la biologie.
D'après le Journal Citation Reports, le facteur d'impact de ce journal était de 12,996 en 2014. L'actuel directeur de publication est Terry L. Sheppard.